# Gmina Falun
Gmina Falun (szw. Falu kommun) – gmina w Szwecji, w regionie Dalarna, siedzibą jej władz jest Falun.
Pod względem zaludnienia Falun jest 38. gminą w Szwecji. Zamieszkuje ją 54 994 osób, z czego 50,81% to kobiety (27 940) i 49,19% to mężczyźni (27 054). W gminie zameldowanych jest 1515 cudzoziemców. Na każdy kilometr kwadratowy przypada 26,8 mieszkańca. Pod względem wielkości gmina zajmuje 40. miejsce.